# Carreño (Asturië)

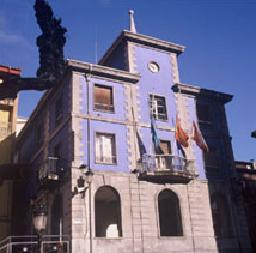

Carreño is een gemeente in de Spaanse provincie en regio Asturië met een oppervlakte van 66,70 km². Carreño telt 10.636 inwoners (1 januari 2016).

## Demografische ontwikkeling
Bron: INE; 1857-2011: volkstellingen